# Tausend Zeilen
Tausend Zeilen ist ein deutscher Spielfilm des Regisseurs Michael Herbig und wird als Mediensatire beschrieben. Der Film basiert auf dem 2019 erschienenen Buch Tausend Zeilen Lüge des Spiegel-Journalisten Juan Moreno, der 2018 den Fall Claas Relotius aufdeckte. Die Filmpremiere war am 21. September 2022 in der ASTOR Film Lounge im ARRI München. Am 29. September 2022 kam der Film in die Kinos.

## Handlung
Bei der gemeinsamen Arbeit an einem Artikel für Die Chronik, das größte journalistische Magazin Europas (Anspielung auf das Magazin Der Spiegel), bemerkt der freie Journalist Juan Romero (Anspielung auf Juan Moreno) Unstimmigkeiten in den Beschreibungen seines Kollegen Lars Bogenius (Anspielung auf Claas Relotius, von engl. „bogus“, „gefälscht“). Romero beginnt auf eigene Faust zu recherchieren und stößt dabei auf einen potenziellen Skandal innerhalb des eigenen Blattes. Als er die Redaktion in seine Vermutungen einweiht, um so das Erscheinen einer gemeinsam verfassten Story zu verhindern, tut die Chefetage seinen Verdacht als Eifersüchtelei unter Kollegen ab. Romero hat nur eine Chance: Er muss Bogenius mit journalistischen Mitteln das Handwerk legen.

## Hintergrund
Der Film wurde im Sommer 2021 in München, Berlin, Hamburg und Spanien gedreht. Der FilmFernsehFonds Bayern unterstützte das Projekt mit 1,05 Millionen Euro; in der Fördersumme sind 250.000 Euro Erfolgsdarlehen enthalten. Der deutsche Kinostart war zunächst für den 22. Dezember 2021 und dann für den 27. Oktober 2022 vorgesehen. Später wurde der Starttermin auf den 29. September 2022 vorgezogen. In Deutschland wurde der Film von 256.632 Kinozuschauern gesehen und war damit auf Platz 61 der meistgesehenen Kinoproduktionen im Jahr 2022.
Herbig gab auf die Frage des Spiegel, ob Helmut Dietls Film Schtonk! (1992) über die Fälschung der Hitler-Tagebücher als Vorbild gedient habe, an, er sei einer seiner Lieblingsfilme, habe jedoch nicht als Vorbild gedient.

## Rezensionen
Von der deutschen Filmkritik wurde der Film überwiegend negativ bewertet. Die Filmzeitschrift epd Film vergab nur zwei von fünf Sternen und monierte vor allem das flache Drehbuch. Das Filmmagazin Uncut bezeichnete den Film als oberflächlich. Strukturelle Fehler der Medienbranche sollten scheinbar in der Figur Bogenius kanalisiert werden, was aber ganz und gar nicht gelinge. Aufgrund der plumpen Vereinfachung der Geschehnisse mit Reißbrett-Figuren nach dem Gut-Böse-Schema werde Tausend Zeilen nicht von einer Positionierung als sonntäglicher TV-Film wegkommen. Der Filmkritiker Wolfgang M. Schmitt sah einen „zutiefst kleinbürgerlichen Film“, der so simpel gestrickt sei, dass er die intellektuellen Fähigkeiten des Zuschauers beleidige, und der in seiner Schlichtheit so unerträglich belehren wolle, dass man eigentlich mit der Figur Bogenius sympathisiere.
Thomas E. Schmidt kritisierte in der Zeit einen aufgekratzten, nicht so gut gespielten und letztlich harmlosen Film, der keine Fragen an den Fall stelle oder eine eigene Haltung dazu habe. Das wäre möglich gewesen, denn nachdem das führende deutsche Nachrichtenmagazin jahrelang Märchen als Wahrheit ausgegeben habe, müsse die Malaise doch systemisch gewesen sein und nicht das Werk eines Einzelnen. Der Film wolle sich auf diese unbequeme Problemlage gar nicht einlassen, nur seinen humorigen Plot abspulen. Herbig bediene sich der Dramaturgie von Gut und Böse. Demnach spiele sich die Geschichte eindeutig und einfach ab. Am Ende werde Romero zum Presse-Popstar, doch der Film meine es mit diesem Triumph des Guten ganz ernst. Das sei keine Satire.
Auf Kino-Zeit schrieb Sebastian Seidler, Michael Bully Herbig habe sich am Gewicht der Geschichte deutlich verhoben. Vor allem die Perspektive auf die Figur Bogenius hinterlasse einen mehr als bitteren Beigeschmack. Das Narrativ sei zu einfach und lenke ab von den strukturellen Problemen einer Branche. Es werde der Eindruck vermittelt, man habe es bloß mit individuellem Fehlverhalten zu tun. So bediene sich Herbig einer populistischen Vereinfachung und beschränke sich auf bloße Dramatisierung. Hauptsache, der Journalismus habe gewonnen, und man könne mit einem guten Gefühl das Kino verlassen: Moreno M‘Barek, unser Held.
In der FAZ bezeichnete der Kritiker Peter Körte den Film als uninspiriert. Ob der Presseskandal aus dem Jahr 2018 nicht eher ein „Fall Spiegel“ sei, bei dem ein System versagt habe – diese Frage müsse Herbig nicht beantworten, aber von einer intelligenten Komödie könne man schon erwarten, dass sie diese Frage stelle. Die Figur Bogenius bleibe während des ganzen Films eine Black Box: keine Herkunft, keine Motive, keine Psychologie. Das könne ein interessanter Ausgangspunkt sein, weil er auf diese Weise keiner realen Person gleiche, sondern einen Geist verkörpere: den Geist des Dichtergotts und Weltbaumeisters, wie es damals maliziös geheißen hätte. Doch der Film wisse damit gar nichts anzufangen.
In der NZZ kritisierte Andreas Schreiner das Niveau des Humors und konstatierte, dem Film fehle es vor allem an Geist. Er scheitere nicht an Elyas M’Barek, sondern am Fokus. Man könne eine Satire aus dem Skandal machen, aber dafür müsste Bogenius ins Zentrum. Als „Catch Me If You Can“-Variante ließe sich das denken, dazu ein wenig „Wolf of Wall Street“. Aber Herbigs Ansatz sei zu hasenfüßig.
In der SZ befand Susan Vahabzadeh, dass der Film eine ordentliche Komödie sei und eine vielleicht sogar zu ordentliche Aufarbeitung des Falles zeige. Vahabzadeh sieht deshalb in Herbig einen hervorragenden Handwerker, der auch in der Lage gewesen wäre, einen schrillen, kracherten Film über Relotius zu machen. Ein Film in dieser Machart würde laut der Journalistin vielleicht in eine andere Zeit gehören.
Die Deutsche Film- und Medienbewertung (FBW) hat den Film mit dem Prädikat „wertvoll“ ausgezeichnet. Dies begründet die Jury damit, dass Tausend Zeilen ein klug konstruierter und stimmig inszenierter Unterhaltungsfilm sei, „der dadurch überrascht, dass Herbig und der Drehbuchschreiber Hermann Florin ihn nicht komödiantisch überfrachtet haben, sondern stattdessen mit einer dem Thema angemessenen Ernsthaftigkeit deutlich machen, wie es möglich war, dass auch beim Spiegel so lange gefälscht werden konnte“.

## Auszeichnungen
Im Jahr 2023 wurde Ralf Wengenmayrs Filmmusik für den Deutschen Filmpreis nominiert.